# Дайфуго
Дайфуго (яп. 大富豪 дайфуго̄, крайне богатый) или дайхиммин (яп. 大貧民, крайне нищий) — японская карточная игра для трёх и более игроков стандартной колодой из 52х карт. Цель игры — избавиться от всех своих карт на руках, разыгрывая более сильные карты, чем предыдущий игрок. Победитель называется дайфуго (крайне богатый) и получает различные преимущества в следующем раунде, проигравший зовётся дайхиммин (крайне нищий). В следующем раунде победитель может обменять одну или несколько своих слабых ненужных карт на сильнейшие у проигравшего.
Игра очень похожа на китайские карточные игры Big Two и Zheng Shangyou, вьетнамскую игру Tien Len и западные карточные игры, такие как President (также известную как Capitalism и Asshole) и The Great Dalmuti. Как и в других играх, существует множество вариаций и правил.

## Базовые правила
Правила, описанные здесь, основаны на правилах, ставших популярными в США из Tokyopop, второго тома манги Fruits Basket. Они являются базовыми и сжатыми, описывая основные элементы игры. Поскольку такие карточные игры, как эта, распространяются и развиваются из уст в уста, то игровой процесс варьируется в зависимости от места появления.

### Специальные Звания
Есть пять специальных званий для игроков во время игры, наряду с популярными североамериканскими и европейскими эквивалентами:
- «Дайфуго̄» (крайне богатый) — победитель предыдущего тура. (Президент)
- «Фуго̄» (богатый) — второе место в предыдущем туре. (Вице-Президент)
- «Хэймин» (простолюдин) — среднее размещение в предыдущем туре. (Нейтральный)
- «Химмин» (нищий) — предпоследнее место в предыдущем туре. (Грязь)
- «Дайхиммин» (крайне нищий) — последнее место в предыдущем туре. (Хуже грязи)

Замечания:
- В первом раунде все являются «простолюдинами». Раздающего выбирают случайным образом.
- В зависимости от числа игроков в последующем может быть несколько «простолюдинов». При игре втроем, нет «миллионера» или «бедняка».
- После каждой раздачи игроки должны пересесть так, чтобы «нищий» был раздающим, а все последующие садятся по часовой стрелке от него в зависимости от их титулования, «гранд-миллионер» слева, а «бедняк» справа. (Американский вариант часто не следует этому правилу)

### Ход игры
В игре участвует стандартная колода из 54 карт. Вся колода раздаётся игрокам поровну (при игре вдвоём можно раздавать по 15 карт, остальные в игре не участвуют). Цель: избавится от всех карт на руке. Начинает игрок, имеющий тройку треф, в таком случае он с неё и ходит или победивший в предыдущий игре, тогда он кладёт на стол любую карту. Следующий игрок должен покрыть её, положив карту более старшего достоинства. Далее игроки продолжают последовательность. Карты не обязательно должны следовать по порядку, но каждая карта должна быть старше предыдущей. Старшинство карт следующее (от младшей к старшей): 3 4 5 6 7 8 9 10 В Д К А 2 Джокер. Джокер может быть как самой старшей картой, так и заменять любую карту в комбинации. Можно выложить две или более карт одинакового достоинства (например 7 7 или 10 10 Дж), в этом случае следующий игрок обязан будет ответить тем же количеством карт. Карты, следующие в последовательности одной масти (напр. 5 6 7 червей), также могут быть выложены за один ход. Если игрок не может выложить карту (карты), он пропускает ход. Пропустивший ход не теряет возможности положить карту снова, если ход дойдёт до него. Последовательность завершается в том случае, когда никто не может побить верхнюю карту (карты) стопки. В этом случае последний ходивший начинает новую последовательность, выложив на стопку любую карту (карты). Игра продолжается до тех пор, пока все игроки не избавятся от все своих карт, причём первый игрок, сделавший это, получает звание Дайфуго, второй Фуго и т. д. Последний, оставшийся с картами становится Дайхинмином и в следующем раунде вынужден отдать две самые старшие карты Дайфуго, получив от того две любые. В игре могут начисляться очки (например, при игре втроём, первому начисляется 2 очка, второму — 1, последнему — 0; при игре вчетвером — 3 2 1 0 или 2 1 0 −1). Играют до определённого количества очков или раундов.

##### Особые карты и правила
В игре присутствуют особые карты, подобно картам УНО. Их применение необязательно, но вносит определённую изюминку в игру. Игроки сами могут выбирать наиболее понравившиеся. Ниже перечислены наиболее популярные
Тройка треф — начинающая игру карта, если не оговорено иное
Тройка пик (шаха) — тройка пик перебивает одиночного джокера. Никакую другую карту она больше не бьёт и может быть перебита любой картой, в том числе и джокером.
5 (пропускающая 5) — следующий игрок пропускает ход
7 (проблемная 7) — игрок может отдать любому другому игроку столько карт, сколько семёрок он положил
8 (конечная 8) — при игре восьмёркой, последовательность сразу же завершается. Сыгравший восьмёрку начинает новую последовательность
9 (реверсная 9) — очерёдность игроков меняется на противоположную
10 (сброс с 10) — игрок может сбросить столько карт, сколько десяток он положил
Валет (обратный В) — порядок карт на этот ход меняется на обратный. Джокер становится младшей картой, за ним идёт двойка, а тройка становится старше всех. Роль тройки пик (шахи) в этом случае играет двойка пик. При завершении последовательности, порядок карт меняется на прежний.
Дама (бомбардировщик) — игрок называет любое число и каждый игрок сбрасывает с руки названное число карт.
Революция — особое правило, когда игрок ходит четырьмя картами одного достоинства. Она меняет порядок карт на обратный на весь раунд. Джокер становится младшей картой, за ним идёт двойка, а тройка становится старше всех. Роль тройки пик (шахи) в этом случае играет двойка пик. Так продолжается до тех пор пока кто-то не устроит новую революцию или не закончится раунд.

#### Названия комбинаций
пара — две карты одного достоинства
тройка — три карты одного достоинства
каре — четыре карты одного достоинства
стрит, ряд — набор из карт одной масти, следующих по порядку; может содержать 2 карты и более (например, 4 5 6 пик)